# Catedral de Porta Cæli
La Catedral de Porta Coeli también llamada Santuario del Señor del Veneno y Catedral Greco Católica Melquita de México es el nombre que recibe un edificio religioso que pertenece a la iglesia católica y practica el rito  greco melquita  en plena comunión con el papa en Roma y se encuentra ubicada en la Ciudad de México, la capital de México. Es una de las 3 catedrales católicas de la localidad siendo las otras la  Catedral Metropolitana de la Asunción (rito romano o latino) y la Catedral de Nuestra Señora de Valvanera (rito maronita).
El templo es la iglesia principal de la eparquía católica greco melquita de Nuestra Señora del Paraíso en la Ciudad de México (Eparchia Dominae Nostrae Paradisi in Civitate Mexicana Graecorum Melkitarum) que fue creada en 1988 mediante la bula "Apostolorum Principis" del entonces papa Juan Pablo II para atender las necesidades religiosas de la comunidad católica melquita local.
Esta bajo la responsabilidad pastoral del obispo Joseph Khawam quien fue designado como líder de los católicos de rito melquita por el papa Francisco en 2019.
Originalmente fue la iglesia del Colegio dominico de Porta Coeli, que llegó a ocupar toda la cuadra entre las actuales calles de Carranza, Pino Suárez, Uruguay y el Callejón de Tabaqueros, este último separándole del convento concepcionista de Valvanera. 

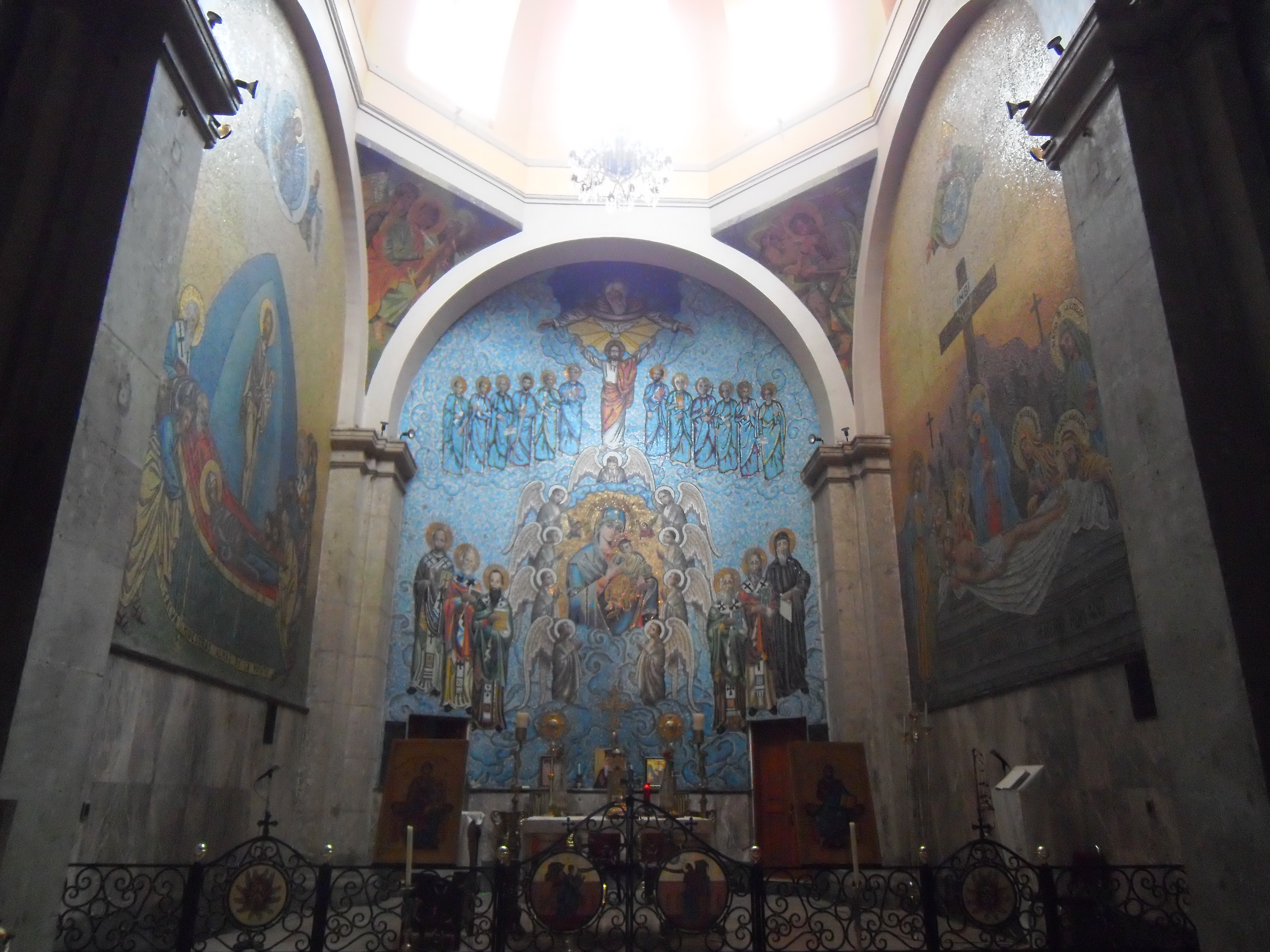
Vista interna